# Episodi di Reno 911! (settima stagione)
La settima stagione della serie televisiva Reno 911! è stata trasmessa in anteprima negli Stati Uniti d'America da Quibi tra il 4 maggio 2020 e il 7 settembre 2020.
In Italia è stata trasmessa su Comedy Central dal 24 ottobre 2023, trasmettendo 8 episodi.
| nº | Titolo originale                 | Titolo italiano              | Prima TV USA      | Prima TV Italia  |
| -- | -------------------------------- | ---------------------------- | ----------------- | ---------------- |
| 1  | Meet Jeffy                       | Craig: all'inferno e ritorno | 4 maggio 2020     | 27 ottobre 2023  |
| 2  | Concealed Carry Fashion Show     | Sfilata di autodifesa        | 4 maggio 2020     | 25 ottobre 2023  |
| 3  | TT's Auntie's Funeral            |                              | 4 maggio 2020     |                  |
| 4  | Let's Shoot a White Guy (Part 1) | Spariamo a un bianco         | 5 maggio 2020     | 24 ottobre 2023  |
| 5  | Let's Shoot a White Guy (Part 2) | Spariamo a un bianco         | 6 maggio 2020     | 24 ottobre 2023  |
| 6  | Big Mike's Rocket Rascal         | Caccia ai coyote             | 7 maggio 2020     | 31 ottobre 2023  |
| 7  | Space Force                      | Space Force                  | 8 maggio 2020     | 1º novembre 2023 |
| 8  | Weekend at Bernie                | Weekend con Bernie           | 11 maggio 2020    | 2 novembre 2023  |
| 9  | Truckee River Revenge            |                              | 12 maggio 2020    |                  |
| 10 | The Return of Diablo             | Il ritorno di Diablo         | 13 maggio 2020    | 3 novembre 2023  |
| 11 | Lil' Primo                       |                              | 14 maggio 2020    |                  |
| 12 | Jackie's Birthday                | Il compleanno di Jackie      | 15 maggio 2020    | 26 ottobre 2023  |
| 13 | Dangle Goes Live                 |                              | 24 agosto 2020    |                  |
| 14 | Escape-O-Rama Room               |                              | 24 agosto 2020    |                  |
| 15 | High Plains Stoner               |                              | 24 agosto 2020    |                  |
| 16 | Coyote Hazing                    |                              | 25 agosto 2020    |                  |
| 17 | Nuge 2020                        |                              | 26 agosto 2020    |                  |
| 18 | Garcia Self Deports              |                              | 27 agosto 2020    |                  |
| 19 | Gigg                             |                              | 28 agosto 2020    |                  |
| 20 | Gay Cakes                        |                              | 31 agosto 2020    |                  |
| 21 | Cellphone Awareness Training     |                              | 1º settembre 2020 |                  |
| 22 | Indigenous People's Day          |                              | 2 settembre 2020  |                  |
| 23 | Cats-ident                       |                              | 3 settembre 2020  |                  |
| 24 | Goodbye, Farewell and Amen II    |                              | 4 settembre 2020  |                  |
| 25 | Sofia the Drug Lord              |                              | 7 settembre 2020  |                  |